# Salvador Botella Rodrigo
Salvador Botella Rodrigo (Almussafes, 27 de març de 1929 - Riba-roja de Túria, 17 de desembre de 2006) va ser un ciclista valencià que fou professional entre 1953 i 1962.
Durant la seua carrera va aconseguir 27 victòries, entre elles dos edicions de la Volta a Catalunya, dos etapes al Giro d'Itàlia i una a la Volta a Espanya.

## Palmarès
- 1953
  -  1r a la Volta a Catalunya i vencedor d'una etapa
- 1954
  - 1r a la Volta a Llevant i vencedor d'una etapa
  - Vencedor d'una etapa de la Bicicleta Eibarresa
- 1955
  - 1r al Trofeu Jaumendreu
  - Vencedor d'una etapa de la Volta a Andalusia
  - Vencedor d'una etapa a la Volta als Pirineus
  - Vencedor d'una etapa a la Volta a Catalunya
- 1956
  - 1r de la Volta a Mallorca
  - Vencedor d'una etapa de la Bicicleta Eibarresa
- 1957
  - 1r de la Volta a Sud-est d'Espanya i vencedor de 5 etapes
  - Vencedor d'una etapa a la Volta a Catalunya
  - Vencedor de 2 etapes a la Volta a la Rioja
- 1958
  - Vencedor d'una etapa al Giro d'Itàlia
  - 1r de la classificació de la regularitat de la Volta a Espanya
- 1959
  -  1r a la Volta a Catalunya
  - 1r al Campionat de Barcelona
- 1960
  - Vencedor d'una etapa a la Volta a Espanya
  - Vencedor d'una etapa al Giro d'Itàlia
- 1961
  - 1r a la Volta a Llevant
  - Vencedor de 2 etapes a la Volta a Andalusia

### Resultats al Tour de França
- 1954. 54è de la classificació general
- 1955. Abandona (10a etapa)
- 1956. 65è de la classificació general
- 1958. Abandona (21a etapa)

### Resultats a la Volta a Espanya
- 1955. 11è de la classificació general
- 1956. Abandona
- 1957. 10è de la classificació general
- 1958. 14è de la classificació general. 1r de la classificació de la regularitat
- 1959. 24è de la classificació general
- 1960. 7è de la classificació general. Vencedor d'una etapa
- 1961. 14è de la classificació general

### Resultats al Giro d'Itàlia
- 1955. 8è de la classificació general
- 1958. 15è de la classificació general. Vencedor d'una etapa
- 1960. 29è de la classificació general. Vencedor d'una etapa